# Gängelband

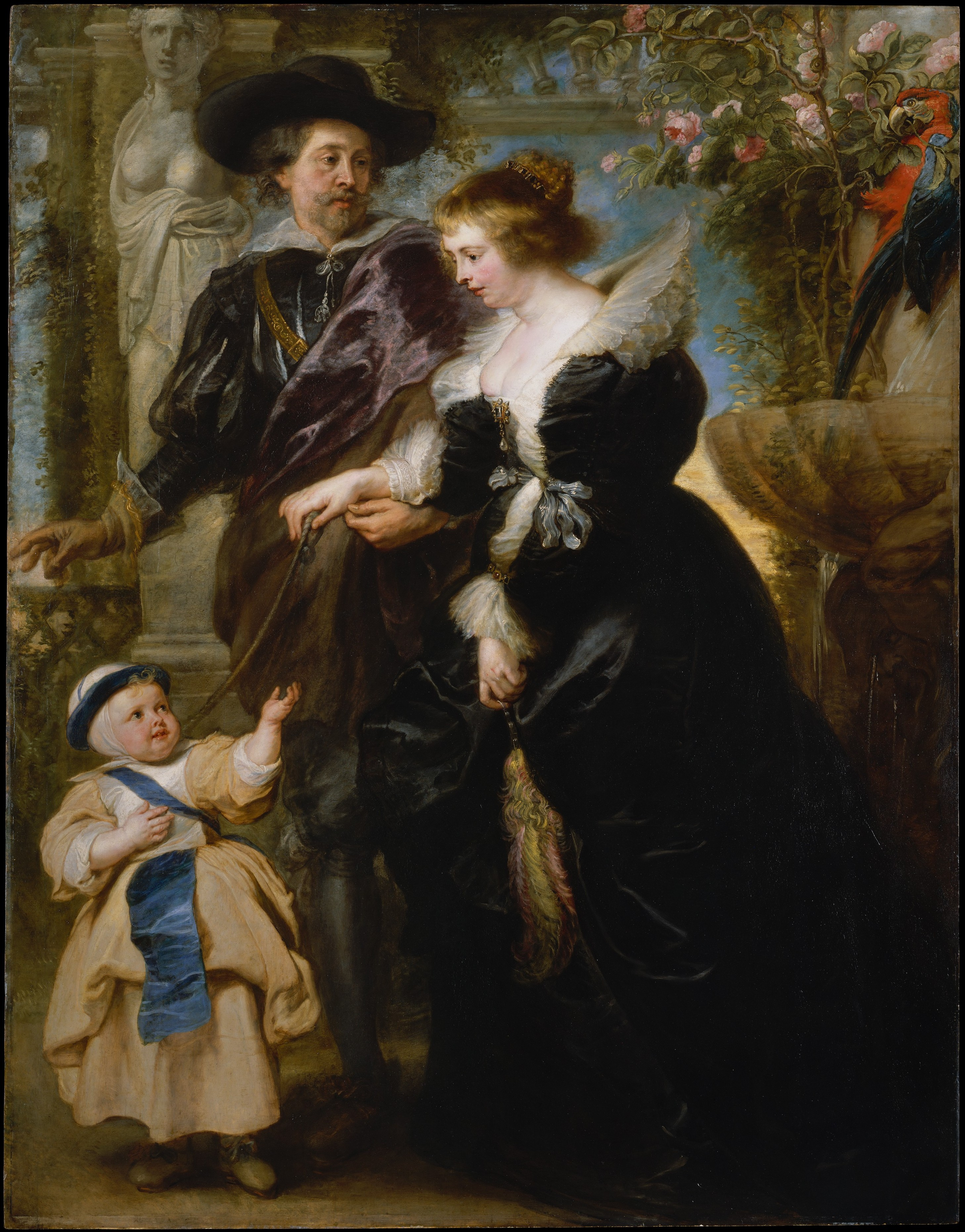
Peter Paul Rubens (1577–1640): Der Künstler mit seiner Frau Hélène Fourment und ihrem Sohn Peter Paul. Öl auf Leinwand, 204,2 × 159,1 cm (um 1639, The Metropolitan Museum of Art, New York) Hélène hält ihren Sohn, der einen Fallhut trägt, am Gängelband.

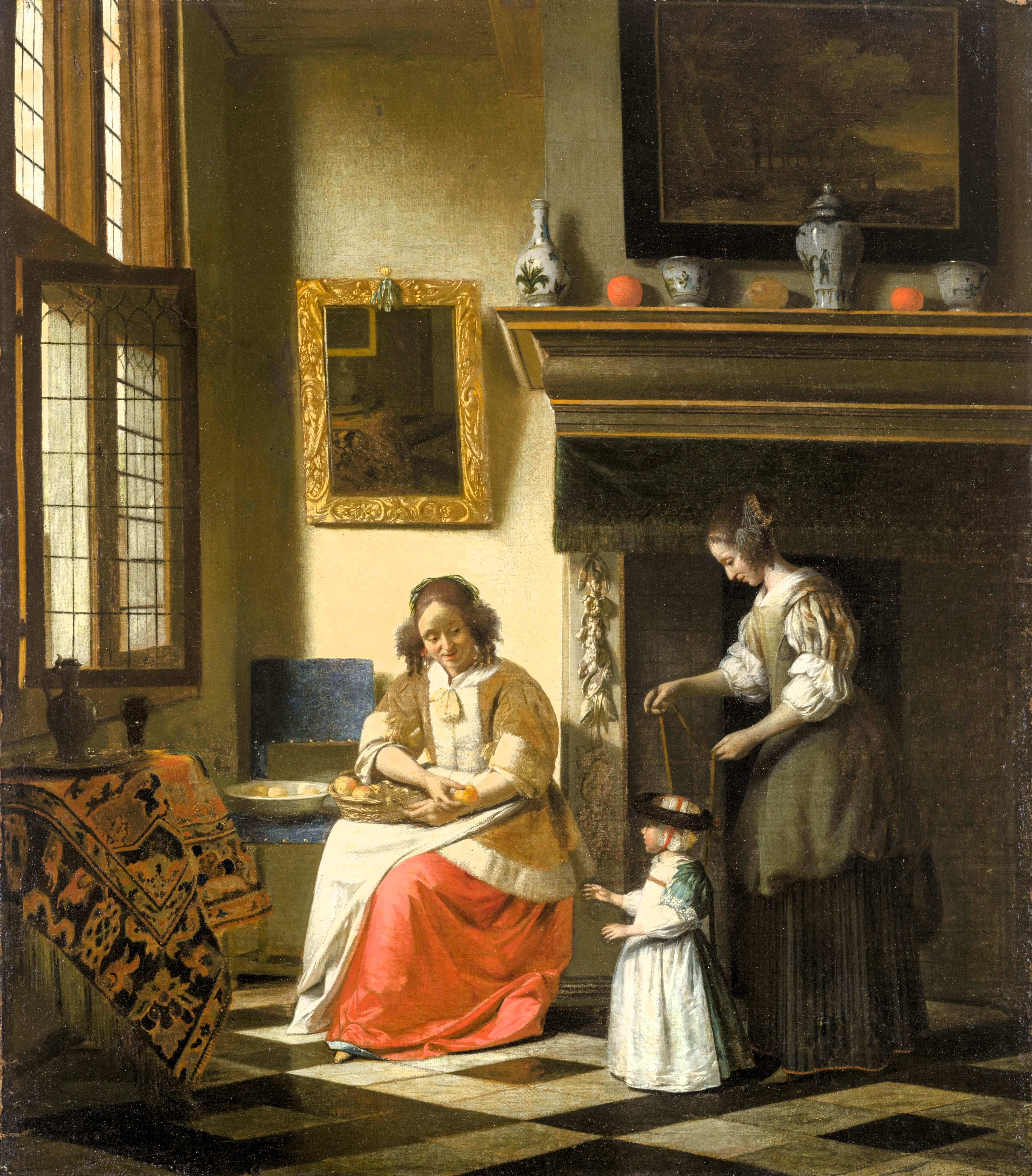
Pieter de Hooch (1629–1684): Einem Kind das Laufen beibringen, (ca. 1670)

Ein Gängelband war bis ca. 1800 eine gebräuchliche Laufhilfe für Kleinkinder. Gängelbänder wurden schon seit dem Spätmittelalter, vor allem aber im 18. Jahrhundert bei Kindern bis zum Alter von sechs Jahren bei den höheren Gesellschaftsschichten verwendet, insbesondere an den Höfen des Adels.

## Form und Funktion
Gängelbänder bestanden meist aus zwei langen Bändern, die an der hinteren Seite der Kleidungsstücke am rückwärtigen Ärmelansatz angenäht wurden oder in einer geschirrartigen Haltevorrichtung. Bekleidungsgeschichtlich gesehen sind die erstgenannten Gängelbänder also sogenannte „Falsche Ärmel“, ein Relikt mittelalterlicher Hängeärmel. Eingesetzt wurden sie (in verschiedener Länge) als Lauflernhilfe und als Beschränkung der Kleinkinder auf einen überschaubaren Bewegungsraum. Waren sie diesem Alter entwachsen, dienten Gängelbänder als Hilfsmittel, um die Kinder in der Nähe zu halten („Gängeln“), damit sie sich nicht von der Aufsichtsperson entfernten. Kinder wurden bis ins 18. Jahrhundert generell als kleine Erwachsene angesehen. Mit Erreichen des siebten Lebensjahres, wenn sie das Sprechen vollends erlernt hatten, galten sie dann als vollwertige Erwachsene, trugen nicht mehr Kleider mit Gängelband, sondern Erwachsenenkleidung und mussten sich entsprechend verhalten.
Doch bereits in der zweiten Hälfte des 18. Jahrhunderts änderte sich mit der aufkommenden Aufklärung diese Einstellung. Jean-Jacques Rousseau schrieb 1762 in seinem Erziehungsroman „Émile ou De l'éducation“ („Emile oder über die Erziehung“), der in ganz Europa ein Riesenerfolg wurde, es gebe nichts „Lächerlicheres als den Gang von Leuten, die als kleine Kinder zu lange am Gängelband geführt“ worden seien (zitiert nach der deutschen Ausgabe von Martin Rang, Stuttgart 1990, S. 183).
Kant benutzte „Gängelwagen“ und „Leitband“ als Metapher für unselbständiges Denken: „Durch eine Revolution wird vielleicht wohl ein Abfall von persönlichem Despotism und gewinnsüchtiger oder herrschsüchtiger Bedrückung, aber niemals wahre Reform der Denkungsart zustande kommen; sondern neue Vorurteile werden, ebensowohl als die alten, zum Leitbande des Gedankenlosen großen Haufens dienen.“ (Was ist Aufklärung?, 1783)

## Sprachgebrauch und Bedeutung
Das Verb gängeln wurde schon von Martin Luther verwendet. Der Begriff „Gängelband“ wird 1716 erstmals lexikalisch erwähnt. Im heutigen – wie bereits im früheren – Sprachgebrauch werden die Redewendungen „jemanden gängeln“, „am Gängelband führen“ bzw. „am Gängelband hängen“ in der Regel in einem negativen Zusammenhang verwendet, im Sinne von Einschränkung der Handlungsfreiheit, bis hin zur völligen Abhängigkeit und Bevormundung. Die deutsche Stiftung Liberales Netzwerk verleiht jährlich ein „Gängelband“ als Anti-Auszeichnung, „mit dem ein (gesellschafts-)politischer Entscheidungsträger ausgezeichnet wird, der in besonderem Maße sein Eigeninteresse über das Gemeinwohl gestellt hat“.